# Monumento alla Mamma Ciociara
Il Monumento alla Mamma Ciociara si trova a Castro dei Volsci, in provincia di Frosinone, nel Lazio.

## Storia

### Inaugurazione
Il pomeriggio del 3 giugno 1964 sull’antica Rocca di San Pietro, a Castro dei Volsci, venne inaugurato il Monumento alla Mamma Ciociara, fortemente voluto dal popolo ciociaro. La scultura, dal forte valore storico e simbolico, ricorda tutte le donne che, durante la seconda guerra mondiale, affrontarono la morte per difendere la propria dignità e quella delle loro figlie, dalla veemenza delle truppe francesi. La statua ricorda tutte le donne vittime delle "Marocchinate".
Significativa è la frase presente nel libro “Per l’inaugurazione del monumento alla ‘Mamma Ciociara’. In Castro dei Volsci nel ventennale della resistenza. 3 Giugno 1964”, scritta da Don Mario Avallone: <<Non è un episodio in cui brilli il coraggio militare, ma in cui risplende il sentimento più puro che esista in mezzo agli uomini: l’amore materno, che portò donne al sacrificio della vita per difendere l’onore delle figlie, di fronte a reparti militari, imbestialiti dalla guerra, resi feroci e disumani dagli odi e dai rancori, senza disciplina e privi di senso morale.>>
Questo monumento raffigura i tragici eventi raccontati nella famosa pellicola “La ciociara”, film di Vittorio de Sica. Gli avvenimenti che accadono nel film sono tratti dall’omonimo libro di Alberto Moravia, che narra la tragedia della guerra e delle violenze commesse alle donne, alle mamme e alle proprie figlie, nel territorio ciociaro: << E in seguito ho pensato che questo è certamente uno dei peggiori effetti della guerra: di rendere insensibili, di indurire il cuore, di ammazzare la pietà.>>

## Descrizione
L'opera fu realizzata in marmo di Carrara dallo scultore Fedele Andreani. La scultura rappresenta una madre, che con il suo corpo cerca di proteggere sua figlia dalle violenze, mentre impreca il cielo. 
Nella facciata del monumento è incisa un’epigrafe dettata dallo storico e politico Carlo Minnocci:
| Mandatum novum do vobis, ut diligatis invicem Joh. XIII, 34 --------------------- Nel ventennale della resistenza il comune e la provincia per incitamento alla fratellanza dei popoli con gli orrori della guerra sterminatrice qui ricordano i tanti figli e figlie di questa terra che ossequienti alle patrie tradizioni affrontarono con eroismo la morte in difesa del loro onore e della loro libertà 3 Giugno 1964 |